# Газали, Рустум
Рустум Газа́ли (араб. رستم غزالة‎; 3 мая 1953 — 24 апреля 2015, Сирия) — сотрудник сирийских спецслужб и военный командир.

## Биография
Родился в 1953 году. Он был назначен президентом Сирии Башаром аль-Асадом в 2002 году главой сирийской военной разведки в Ливане. На этом посту он сменил Гази Канаана. Газали часто посещал свою резиденцию в долине Бекаа и штаб-квартиру в Анджаре и в результате был обвинен в причастности к торговле наркотиками в регионе.
В начале 2005 года убийство Рафика аль-Харири привело к сильному давлению на Сирию. Зарубежные активы Газали и Канаана были заморожены в США за их роль в оккупации Ливана и подозрения в других нарушениях. В конце концов Сирия отозвала свою пятнадцатитысячную армию из Ливана. Газали переехал в Сирию. Тем не менее, некоторые ливанские и международные наблюдатели утверждают, что Сирия продолжает вмешательство в ливанскую политику, так как разведывательный аппарат остался в стране. Сирия отрицает эти обвинения. Канаан позже якобы покончил жизнь самоубийством.
В сентябре 2005 года Газали был допрошен по делу Рафика аль-Харири следователем Организации Объединенных Наций Детлевом Мелисом. В декабре 2005 года бывший сирийский вице-президент Абдель Халим Хаддам обвинил Газали в коррупции, диктатуре в Ливане и угрозах аль-Харири до его смерти. После возвращения из Ливана Газали перестал быть в центре внимания. Тем не менее, в начале протестов в городе Даръа, генерал Газали был послан Башаром аль-Асадом заверить местных жителей в благих намерениях президента. Как сообщается, он сказал им: «Мы выпустили детей» — ссылки на несколько подростков, которые были арестованы за написание антиправительственных граффити, вдохновленные событиями в Египте и Тунисе. В мае 2011 года ЕС заявил, что генерал Газали был главой военной разведки в провинции Риф Дамаск, граничащей с провинцией Даръа, и участвовал в подавлении протестов в регионе. Рустум Газали являлся одним из ближайших сторонников Асада.
В июле 2012 года Рустум Газали возглавил Управление политической безопасности (контрразведку Сирии).
24 апреля 2015 года умер от тяжелой травмы головы, полученной в драке с одним из телохранителей генерал-лейтенанта Рафика Шехадеха.